# Dainius Gaižauskas
Dainius Gaižauskas (* 30. März 1975 in Marijampolė)  ist ein litauischer Politiker, Verwaltungsjurist und Polizeikommissar, seit November 2016 Mitglied des Seimas.

## Leben
Nach dem Abitur an der Mittelschule Zarasai absolvierte er 1996 das Bachelorstudium der Verwaltung an der Lietuvos policijos akademija und 1999 das Masterstudium der Rechtswissenschaft an der Lietuvos teisės akademija in Vilnius.
Von 1996 bis 2001 arbeitete er in der Polizei Marijampolė. Von 2001 bis 2011 war er stellv. Leiter des Polizeikommissariats in Kalvarija und Polizeikommissar. Von 2012 bis 2016 leitete er eine Abteilung im Polizeikommissariats von Bezirk Marijampolė und war Oberpolizeikommissar.
Von 2004 bis 2005 leitete er die Mission der Polizei Litauens in Kosovo. Er arbeitete in Priština bei THOR.
Von 2011 bis 2012 war er Ratsmitglied des Beamten-Gewerkschaftenbunds (Nacionalinis pareigūnų profesinių sąjungų susivienijimas) stellv. Leiter von Lietuvos policijos profesinė sąjunga.
Seit Juni 2016 befindet sich er bei Dimmission.
Er ist verheiratet. Mit seiner Frau Džuljeta hat er zwei Kinder.